# Charles Duncan Cameron
Charles Duncan Cameron, född 12 december 1825, död 30 maj 1870 i Genève, var en brittisk militär och diplomat.
Cameron deltog i Xhosakriget (1846–47) och Krimkriget (1854–56) samt blev 1862 konsul i Abessinien, men råkade i oenighet med kejsar Teodor, vilken lät häkta både honom och flera engelska missionärer. Den engelska regeringen sökte förmå den etiopiske härskaren att utlämna fångarna, och då detta, trots alla dennas bemödanden, inte lyckades, förklarade den Abessinien krig, 1867. Först efter Magdalas stormning (1868) återfick Cameron friheten.